# 北京邮电大学

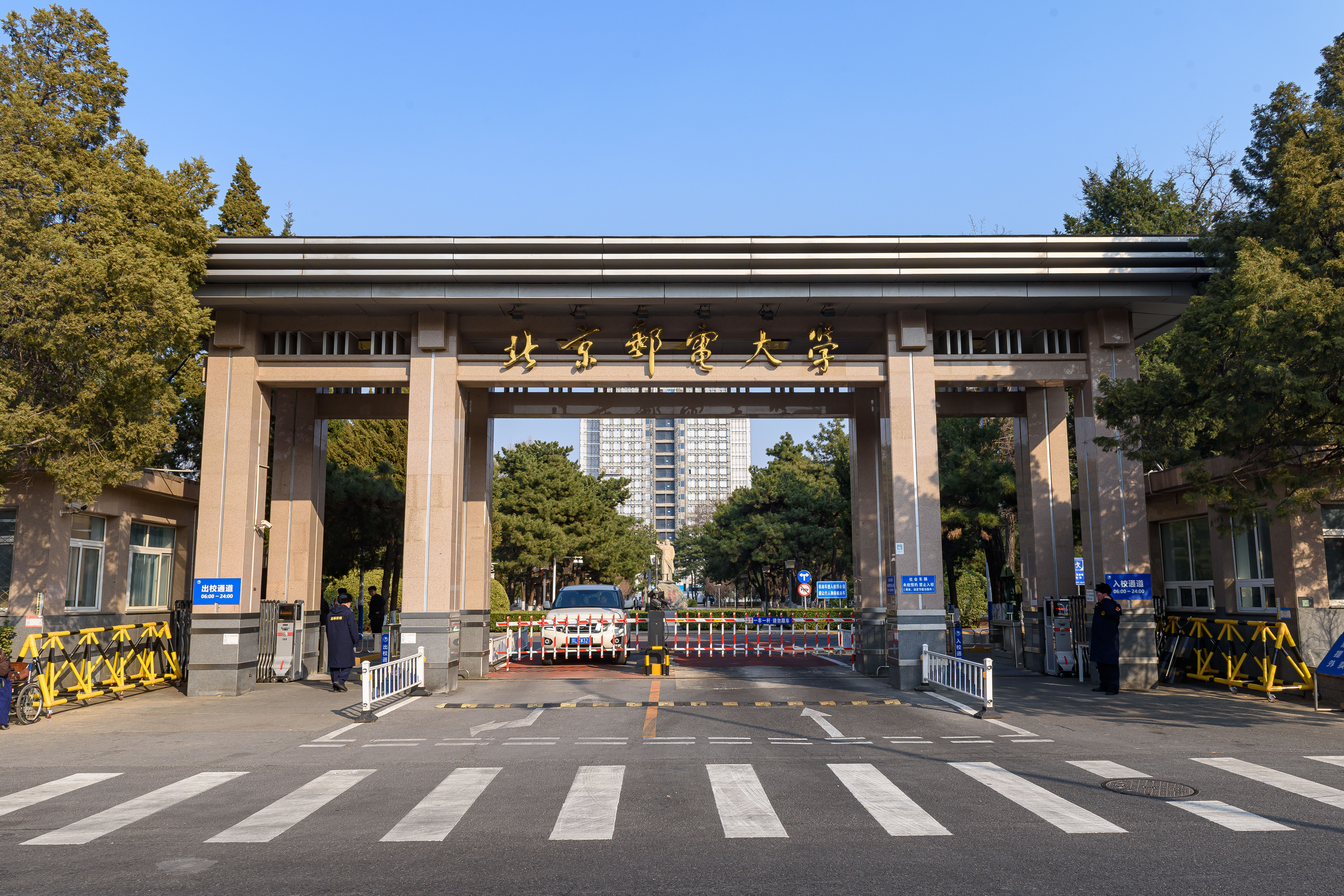
北京邮电大学本部西门

北京邮电大学（英語：Beijing University of Posts and Telecommunications），简称北邮，是中华人民共和国的第一所邮电高等学府，是教育部直属、工业和信息化部共建的全国重点大学，是一所以信息科技为特色、工学门类为主体、工管文理交叉融合的研究型大学，是中国信息科技人才的重要培养基地，是“双一流计划”、原“211工程”和原“985工程优势学科创新平台”高校。

## 校史
- 1955年，北京邮电学院成立，以天津大学电讯系电话电报通讯和无线电通信广播两个专业及重庆大学电机系电话电报通讯专业为基础组建，成为中华人民共和国第一所邮电高等学府，隶属国家邮电部。北京邮电学院于1955年7月20日在海淀区小西天举行了规格隆重的成立大会，正式宣告北京邮电学院的诞生。国家邮电部朱学范部长、范式人副部长、钟夫翔副部长兼院长、国家高等教育部曾昭抡副部长、中国邮电工会全国委员会向明华副主席参加了学院成立大会[3]。学院成立时设立的下属机构有：院长办公室、干部科、设备供应科、教务处、学生科、会计科、科学研究科、总务科、膳食科、生产实习科、基建科、医务室、毕业设计资料室、文印科、图书馆、有线电通信工程系、无线电通信工程系、工程经济系、工程经济专修科、金工实习工厂[3]。
- 1959年，北京电信学院及其附属中技部并入北京邮电学院[4]。
- 1960年，北京邮电学院被确定为全国64所重点院校之一[5]。同年，邮电科技大学并入北京邮电学院[4]。截至1960年，学院设置有九个专业，分别为电话电报通讯、无线通讯与广播、有线制造、无线制造、邮电经济与组织、半导体器件、无线电物理、电真空技术和邮电通讯机械化自动化[3]。
- 1970年，中国人民解放军总参谋部通信部向中共中央军事委员会、国务院请示成立北京电信工程学院。
- 1971年，北京邮电学院正式更名为北京电信工程学院，中共中央、国务院任命施光迪为院长、贺伯升为政委。根据相关文件，北京电信工程学院按照军级权限实行军事化管理，且学院工厂使用保密单位代号“伍叁壹厂”。
- 1973年，恢复北京邮电学院建制，任命孟贵民为院长、杨思九为党委书记，教学单位恢复电信工程系、无线电工程系、工程经济系、基础部、函授部。[3]。
- 1979年，根据全国科学大会和全国教育工作会议精神，经邮电部批准，建立北京邮电学院科学研究所，实行院长领导下的所长负责制。科学研究所设有五个直属研究室，分别为：信息研究室、激光研究室、器件研究室、计算机研究室和情报研究室。同年，北京邮电学院学术委员会重新成立，任命叶培大为学术委员会主任，下设三个专门工作组及七个专业组，其中专业组分别为：微波光波组、通信理论组、电路与系统组、邮电机械组、电子计算机组、邮电管理组和基础学科组[3]。
- 1980年，北京邮电学院成立邮电机械工程系、邮电管理工程系和应用物理系。
- 1981年，北京邮电学院成为全国首批博士、硕士学位授予单位之一，中国科学院院士叶培大、中国工程院院士周炯槃、电子学专家蔡长年成为学院第一批博士生导师。学院的首批博士专业点为：通信与电子系统、电磁场与微波技术；首批硕士专业点为：应用数学、机械制造、通信与电子系统、信号电路与系统、电磁场与微波技术、半导体物理与器件[3]。
- 1985年至1989年，北京邮电学院先后成立计算机工程系、社会科学系和应用科技系。
- 1993年，经国家教育委员会批准，北京邮电学院更名为北京邮电大学，时任中共中央总书记、中华人民共和国主席、中央军委主席江泽民亲笔为北京邮电大学题写校名。
- 1998年，北京邮电大学成为全国首批重点建设的61所“211工程”院校之一。
- 1999年，教育部批准北京邮电大学作为启动现代远程教育的首批四所试点高校之一（其他三所分别为清华大学、浙江大学和湖南大学）。
- 2000年，全国院校调整，北京邮电大学划归国家教育部直属。
- 2001年，经教育部、国家计划委员会联合批准，北京邮电大学成为全国首批设立国家示范性软件学院的35所高校之一。
- 2004年，北京邮电大学成为设立研究生院的全国56所高校之一。
- 2005年，教育部和信息产业部联合签署协议共建北京邮电大学。同年，北京邮电大学成为全国具有自主招生资格的42所大学之一。
- 2007年，经教育部、国家外国专家局批准，北京邮电大学成为实施“高等学校学科创新引智计划”（简称“111计划”）的重点建设高校。同年，北京邮电大学成为全国首批国家大学生创新性实验计划项目的60所高校之一。
- 2010年，经教育部批准，北京邮电大学成为全国首批“卓越工程师教育培养计划”的61所实施高校之一。
- 2011年，经教育部批准，北京邮电大学成为“985工程优势学科创新平台”项目重点建设的顶尖行业特色型大学之一。
- 2012年，北京邮电大学信息与通信工程一级学科教育部评估结果全国排名第一[6]。同年，北京邮电大学入选首批“国家级大学生创新创业训练计划”实施高校。
- 2017年，北京邮电大学入选全国首批世界一流大学和一流学科建设（简称“双一流”）计划。同年，在全国第四轮学科评估中，北京邮电大学的信息与通信工程一级学科获评“A+”级，计算机科学与技术一级学科获评“A”级，电子科学与技术一级学科获评“A-”级，“信息网络科学与技术学科群”和“计算机科学与网络安全学科群”两个学科群进入一流学科建设行列[7]。
- 2022年，北京邮电大学海南校区正式设立。在教育部第二轮双一流评估中，信息与通信工程、计算机科学与技术两个一级学科入选第二轮“双一流”建设学科名单[8]。

## 院系沿革
- 1955年，北京邮电学院成立，以并入的天津大学电讯系、电话电报通讯和无线电通信广播两个专业及重庆大学电机系电话电报通讯专业为基础成立有线电工程系与无线电工程系
- 1971年，有线电工程系更名为电信工程系，下设数字通信、载波通信、长话自动交换、电子器件、电子交换、通信电力六个专业。
- 1977年，电信工程系增设本科专业计算机通信，是目前计算机学院（国家示范性软件学院）的前身
- 1984年，计算机通信专业脱离电信工程系
- 1985年，以该专业为基础成立计算机工程系，设计算机通信、计算机应用、计算机软件三个本科专业
- 1986年，增设信息工程系，下设信息工程、应用数学、信息科学、自动化四个专业
- 1997年，无线电工程系被取消，电信工程系更名为电信工程学院，设通信工程、电子信息工程两个专业
- 1998年，计算机工程系被取消，成立计算机科学与技术学院，设计算机科学与技术一个专业
- 2000年，全国院系调整，信息工程系更名为信息工程学院，设信息工程、信息与计算科学、自动化、信息安全、数字媒体艺术、智能科学与技术六个专业
- 2001年，软件学院成立，设软件工程一个专业，同年入选教育部示范性软件学院名单[9]
- 2004年，北京邮电大学-伦敦玛丽女王大学学士学位联合培养项目启动，依托该项目，国际学院成立；2004年，计算机科学与技术学院增设网络工程专业
- 2008年，计算机学院成立，初设计算机科学与技术，网络工程，智能科学与技术，信息安全四个专业
- 2009年，信息与通信工程学院成立，设通信工程、信息工程、电子信息工程、数字媒体技术四个专业
- 2011年，北京邮电大学-伦敦玛丽女王大学学士学位联合培养项目增设物联网工程专业，由计算机学院负责其专业建设，国际学院负责其日常管理[10]
- 2012年，数字媒体技术专业脱离信息与通信工程学院，数字媒体与设计艺术学院成立[11]
- 2016年，信息安全专业脱离计算机学院，成立网络空间安全学院[12]
- 2017年，计算机学院增设数据科学与大数据技术专业[13]
- 2020年，信息工程专业脱离信息与通信工程学院，人工智能学院成立[14][15]；计算机学院、软件学院、网络技术研究院合并为计算机学院（国家示范性软件学院）[16][17][18]
- 2022年，集成电路学院、玛丽女王海南学院成立。[19]人工智能学院新增智能医学工程专业；信息与通信工程学院新增空间信息与数字技术专业；网络空间安全专业新增密码科学与技术专业；未来学院成立，与相关院系合作培养相关专业的本硕博连读学生
- 2023年，玛丽女王海南学院新增数字媒体技术专业；集成电路学院新增“集成电路设计与集成系统”专业；“计算机科学”拔尖学生培养基地实施本硕博贯通培养；启动与北京电影学院的本科生及硕士生双学位项目[20]；成立卓越工程师学院并入选国家卓越工程师学院
- 2024年，取消现代邮政学院（自动化学院）。原有专业中的机械工程、邮政工程专业与脱离人工智能学院的自动化专业成立智能工程与自动化学院；电子商务专业划归经济管理学院；邮政管理专业停止招生。
- 2024年，增设“机器人工程”本科专业，归属智能工程与自动化学院[21]；启动与对外经济贸易大学的本科生双学位项目，以信息科技和财经的交叉融合为主线[22]
- 2025年，撤销理学院，增设数学科学学院、物理科学与技术学院

## 科研
学校现有全国重点实验室3个，其中2个牵头：
- 网络与交换技术全国重点实验室[23]：实验室肇始于1988年立项、1990年正式启动建设的“程控交换技术与通信网国家重点实验室”，创始人为陈俊亮院士；2005年更名为“网络与交换技术国家重点实验室”；2023年完成国重重组，成为全国重点实验室
- 信息光子学与光通信全国重点实验室[24]：实验室前身为1988年邮电部重点实验室，创始人为叶培大院士；1998年成为信息产业部重点实验室；2011年成为国家重点实验室；2023年完成国重重组，成为全国重点实验室

学校现有国家工程研究中心6个：
- （牵头）灾备技术国家工程实验室[25]：为灾备领域全国唯一的国家工程实验室，获批于2008年
- （牵头）移动互联网安全技术国家工程实验室[26]：获批于2013年，实验室位于北京和深圳两地
- 信息内容安全技术国家工程实验室[27]：与中国科学院信息工程研究所等单位共建，获批于2008年
- 电子政务云计算应用技术国家工程实验室[28]：与国家行政学院等单位共建，获批于2013年
- 工业控制系统安全技术国家工程实验室[29]：与浙江大学等单位共建，为工控安全领域全国唯一的国家工程实验室，获批于2013年
- 一体化指挥调度技术国家工程实验室[30]：与公安部第三研究所等单位共建，获批于2016年

学校还有数量众多的国家国际科技合作基地、部级重点实验室、部级研究基地、部级工程研究中心、高等学校创新引智基地、北京市重点实验室、北京市国际科技合作基地等各类科研平台。

## 新一轮“双一流”建设
学校“信息网络科学与技术学科群”和“计算机科学与网络安全学科群”入选2022年国家新一轮“双一流”建设：
- 信息网络科学与技术学科群：主要包括信息与通信工程、电子科学技术两个一级学科，同时系统科学学科参与融合建设
- 计算机科学与网络安全学科群：主要包括计算机科学与技术、网络空间安全两个一级学科，同时与控制科学与工程、软件工程、机械工程学科交叉建设

## 组织机构

### 历任党委书记
| 姓名   | 起止时间               | 职务         |
| ------ | ---------------------- | ------------ |
| 钟夫翔 | 1956年5月 - 1956年11月 | 分党组书记   |
| 孟贵民 | 1957年3月 - 1958年1月  | 党委书记     |
| 杨思九 | 1958年1月 - 1959年4月  | 党委第一书记 |
| 杨思九 | 1959年4月 - 1966年5月  | 党委书记     |
| 杨思九 | 1973年6月 - 1979年12月 | 党委书记     |
| 宋德仁 | 1979年12月 - 1984年4月 | 党委书记     |
| 李根达 | 1984年4月 - 1988年11月 | 党委书记     |
| 李鹏飞 | 1988年11月 - 1996年8月 | 党委书记     |
| 孙鸿志 | 1996年8月 - 2000年2月  | 党委书记     |
| 王德宠 | 2000年3月 - 2006年11月 | 党委书记     |
| 王亚杰 | 2006年11月 - 2017年1月 | 党委书记     |
| 吴建伟 | 2017年1月 - 2023年2月  | 党委书记     |
| 续梅   | 2023年 - 今            | 党委书记     |

### 历任院（校）长
| 姓名   | 起止时间                | 职务           |
| ------ | ----------------------- | -------------- |
| 钟夫翔 | 1955年7月 - 1956年11月  | 院长           |
| 孟贵民 | 1956年11月 - 1957年10月 | 代院长         |
| 孟贵民 | 1957年11月 - 1966年5月  | 院长           |
| 孟贵民 | 1973年10月 - 1981年8月  | 院长           |
| 叶培大 | 1981年8月 - 1985年8月   | 院长           |
| 叶培大 | 1985年8月 - 2011年1月   | 名誉院（校）长 |
| 胡健栋 | 1985年8月 - 1989年11月  | 院长           |
| 朱祥华 | 1989年11月 - 1994年3月  | 院长           |
| 朱祥华 | 1994年3月 - 1998年3月   | 校长           |
| 林金桐 | 1998年3月 - 2007年12月  | 校长           |
| 方滨兴 | 2007年12月 - 2013年8月  | 校长           |
| 乔建永 | 2013年8月 - 2022年3月   | 校长           |
| 徐坤   | 2022年3月 - 今          | 校长           |

### 院系设置
| 学院中文名称                     | 学院英文名称                                                           | 下设专业（研究生）                                                                     | 下设专业（本科）                                                                                 | 招生大类（本科）                                                           | 官网                                               |
| -------------------------------- | ---------------------------------------------------------------------- | -------------------------------------------------------------------------------------- | ------------------------------------------------------------------------------------------------ | -------------------------------------------------------------------------- | -------------------------------------------------- |
| 信息与通信工程学院               | School of Information and Communication Engineering                    | 信息与通信工程、人工智能、新一代电子信息技术、通信工程、生物医学工程                   | 通信工程、电子信息工程、空间信息与数字技术                                                       | 通信工程（大类招生）                                                       | https://sice.bupt.edu.cn/ （页面存档备份，存于）   |
| 电子工程学院                     | School of Eletronic Engineering                                        | 光学工程、电子科学与技术、生物医学工程、新一代电子信息技术、集成电路工程、光电信息工程 | 电子信息科学与技术、电子科学与技术、光电信息科学与工程                                           | 电子信息类                                                                 | https://see.bupt.edu.cn （页面存档备份，存于）     |
| 集成电路学院                     | School of Integral Circuit                                             | 集成电路科学与工程、集成电路工程                                                       | 集成电路设计与集成系统                                                                           | 电子信息类                                                                 | https://ic.bupt.edu.cn （页面存档备份，存于）      |
| 计算机学院（国家示范性软件学院） | School of Computer Science(National Pilot Software Engineering School) | 计算机科学与技术、软件工程、计算机技术、软件工程、大数据技术与工程                     | 计算机科学与技术、网络工程、数据科学与大数据技术、软件工程                                       | 计算机类，软件工程                                                         | https://scs.bupt.edu.cn （页面存档备份，存于）     |
| 网络空间安全学院                 | School of Cyberspace Security                                          | 网络空间安全、网络与信息安全                                                           | 网络空间安全、信息安全、密码科学与技术                                                           | 网络空间安全（大类招生）                                                   | https://scss.bupt.edu.cn （页面存档备份，存于）    |
| 人工智能学院                     | School of Artificial Intelligence                                      | 人工智能、控制科学与工程、智能科学与技术、生物医学工程                                 | 信息工程、人工智能、自动化、智能医学工程                                                         | 人工智能（大类招生）                                                       | https://ai.bupt.edu.cn （页面存档备份，存于）      |
| 现代邮政学院（自动化学院）       | School of Modern Post (School of Automation)                           | 机械工程、控制科学与工程、管理科学与工程、物流工程                                     | 机械工程（机器人试验班）；电子商务；邮政工程（互联网与智慧物流）；邮政管理（互联网与智慧物流）   | 自动化类（智能机器人与智慧物流）、管理科学与工程类（商务智能与智慧供应链） | https://smp.bupt.edu.cn （页面存档备份，存于）     |
| 经济管理学院                     | School of Economics and Management                                     | 管理科学与工程、应用经济学、工商管理、公共管理、会计、国际商务、工程管理               | 大数据管理与应用、金融科技、工商管理（智能化与创新管理）、公共事业管理（智慧城市与计算社会科学） | 工商管理类（大数据管理与应用和金融科技两个专业2022年以后不适用于大类招生） | https://sem.bupt.edu.cn （页面存档备份，存于）     |
| 理学院                           | School of Sciences                                                     | 数学、物理学、系统科学、材料科学与工程                                                 | 数学与应用数学、信息与计算科学、应用物理学                                                       | 理科试验班（信息科学）                                                     | https://science.bupt.edu.cn （页面存档备份，存于） |
| 人文学院                         | School of Humanities                                                   | 法学、外国语言文学、翻译                                                               | 英语、法学                                                                                       | 不使用大类招生                                                             | https://sh.bupt.edu.cn （页面存档备份，存于）      |
| 数字媒体与设计艺术学院           | School of Digital Media and Design Arts                                | 新闻传播学、数字媒体技术、设计学、新闻与传播、艺术                                     | 智能交互设计、数字媒体技术、数字媒体艺术、网络与新媒体                                           | 不使用大类招生                                                             | https://sdmda.bupt.edu.cn （页面存档备份，存于）   |
| 国际学院(玛丽女王学院)           | International School (Queen Mary School)                               | 无                                                                                     | 物联网工程、电信工程及管理、电子信息工程、智能科学与技术                                         | 不使用大类招生                                                             | https://is.bupt.edu.cn （页面存档备份，存于）      |
| 玛丽女王海南学院                 | Queen Mary School Hainan                                               | 无                                                                                     | 信息与计算科学、数字媒体技术                                                                     | 不使用大类招生                                                             | https://qmsh.bupt.edu.cn （页面存档备份，存于）    |
| 未来学院                         | School of Future                                                       | 无                                                                                     | 计算机科学与技术、网络空间安全、通信工程、电子科学与技术                                         | 计算机类（元班）、电子信息类（元班）                                       | 暂无                                               |
| 马克思主义学院                   | School of Marxism                                                      | 马克思主义理论                                                                         | 无                                                                                               | 不适用                                                                     | https://mtri.bupt.edu.cn/ （页面存档备份，存于）   |

## 校园环境

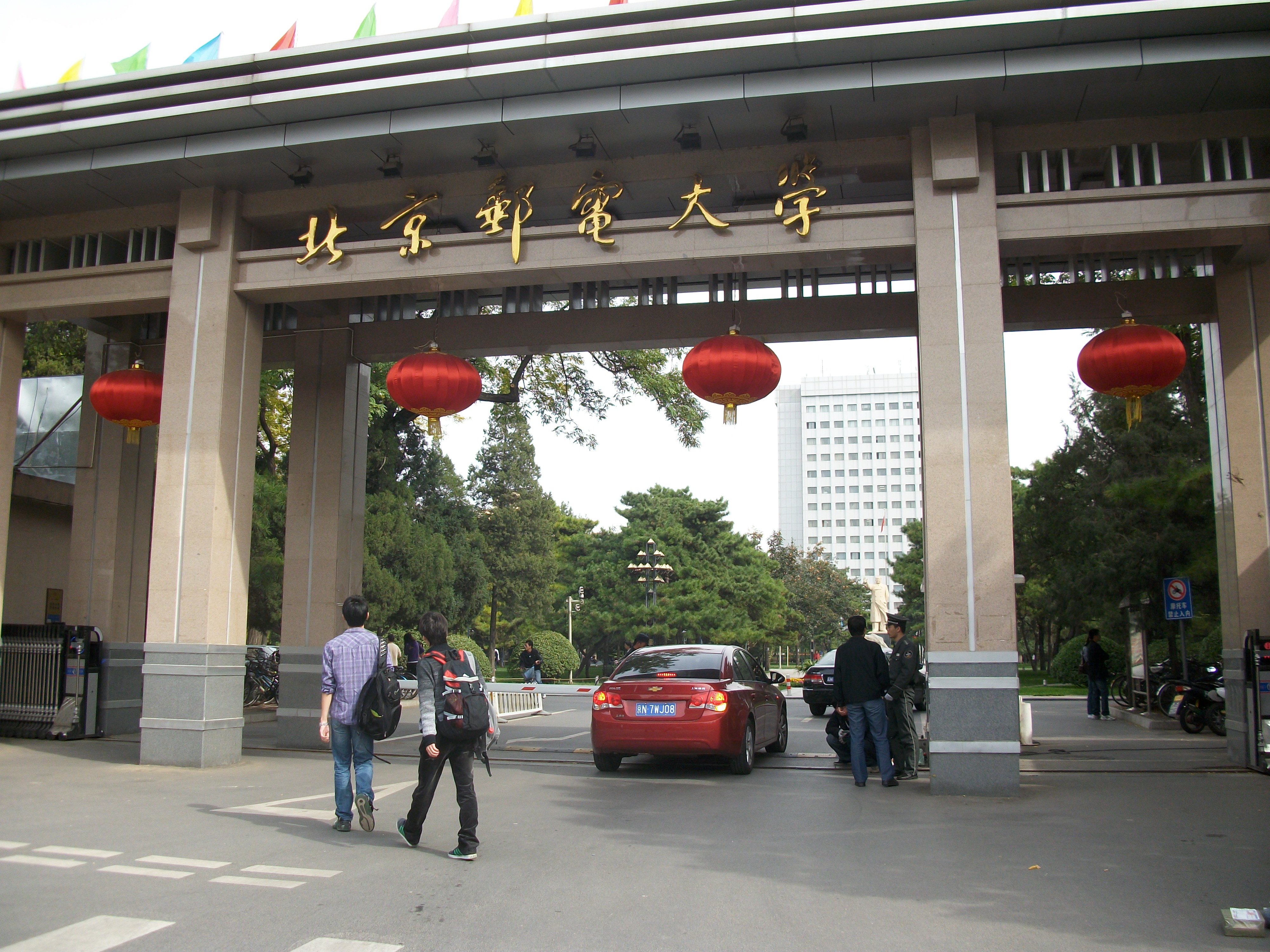
北京邮电大学校门（2010年）

### 西土城校区（主校区）
学校本部位于北京市海淀区西土城路10号（邮编：100876），东邻北京师范大学。
- 教一楼：原名工经楼，1959年竣工，现主要为学校职能部门办公使用，并与行政楼错层相通。教一拟进行整体改造
- 教二楼：原名无线楼，1958年竣工，现主要作为信息与通信工程学院、数字媒体与设计艺术学院、叶培大创新创业学院的办公及科研场所，并在每层东西两翼建有大教室。教二拟进行整体改造
- 教三楼：原名报话楼，1956年竣工，2003年重建，由清华大学建筑设计研究院设计，总面积41588平方米[34]。其中，一到五层建有各种大小的教室，并设有五个大型学术报告厅，为纪念蔡长年教授，一层学术报告厅命名为“长年报告厅”；五到九层为实验室科研用地；十层现为计算机学院（国家示范性软件学院）行政办公场所；另有地下二层为车库
- 教四楼：原名基础楼，1956年竣工，现主要作为电子工程学院、现代邮政学院（自动化学院）的办公及科研场所，并在每层东西两翼建有大教室
- 主楼：1989年竣工，共十六层，总面积24910平方米[3]，现承担部分教学及科研任务，于2024年启动整体翻新北京邮电大学主楼（2023年）

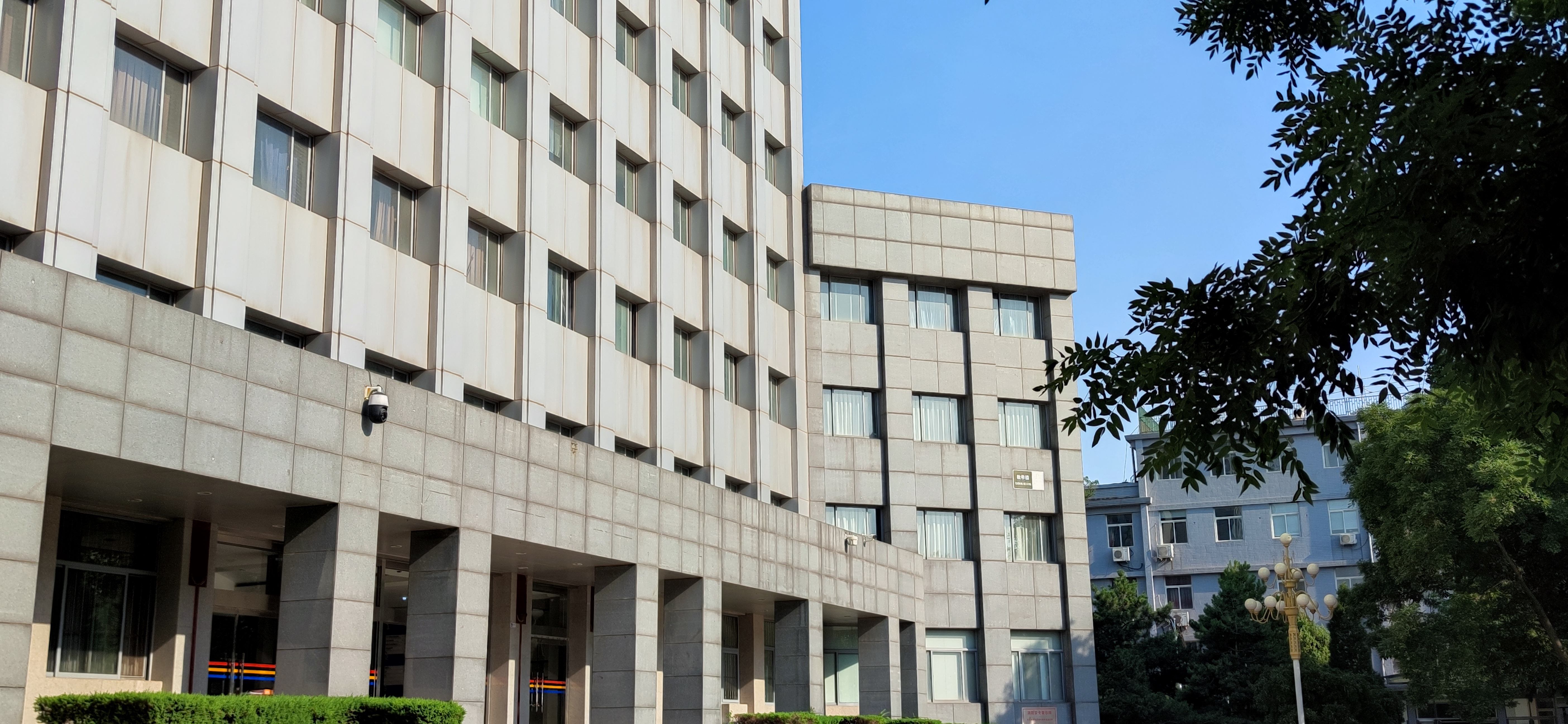
北京邮电大学主楼（2023年）

- 新科研楼：2012年竣工，地上十二层、地下二层，总面积38678平方米，均为实验室科研用地
- 经管楼：2014年竣工，现主要作为经济管理学院办公及教学科研用地[35]
- 国院楼：2024年竣工，现为国际学院办公用地

#### 图书馆

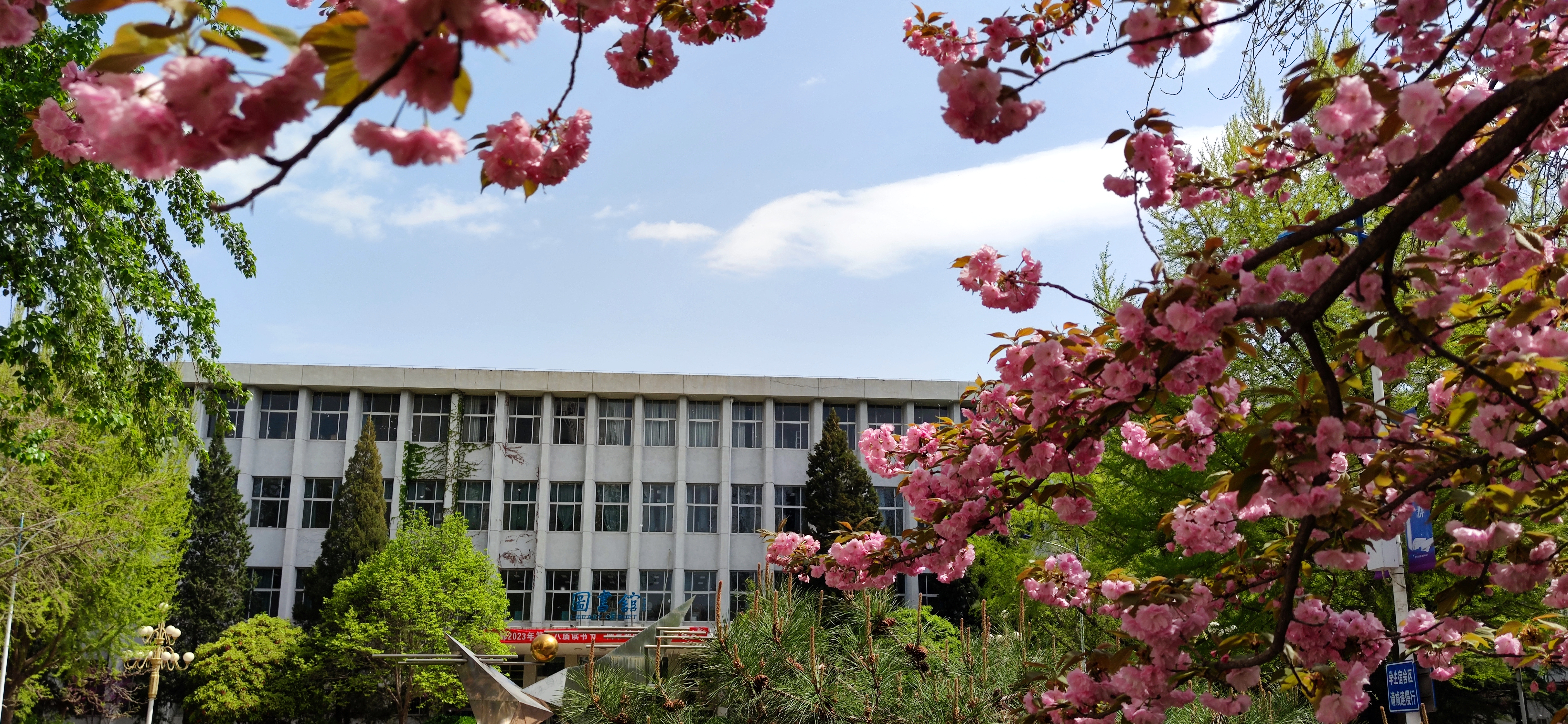
北京邮电大学图书馆（2023年）

北京邮电大学图书馆始建于1955年，目前使用的图书馆大楼于1986年落成，建筑面积为13406平方米，图书馆现有馆藏总量近602.5万册（件），其中馆藏纸质图书223.7万册，馆藏电子图书（折合）378.8万册，馆藏具有鲜明的邮电通信和电子学专业特色。2013年，学校于图书馆东侧院内加建四层自习用房，加建面积为2104平方米。

#### 科学会堂
北京邮电学院报告厅建设方案于1986年通过邮电部批复，并于1993年落成，叶培大题写“科学会堂”名称。历史上，北京邮电学院更名北京邮电大学、“211”工程建设项目开工动员大会等校内外重大活动均在此举办。

#### 宿舍楼
有学一、学二、学三、学四、学五、学六、学八、学九、学十、学十一、学十三、学二十九等十几座，风格各异。
2009年12月底开始，原学十楼拆除，新学十楼于2011年4月底开始入住，8月底全面启用。
2024年，学九、学十一完成彻底改造。学一、学二、学十三亦将在未来得到彻底改造。

#### 食堂
学生餐厅（大食堂）是校内最大的食堂，有三层。此外还有学苑、风味、鑫禧、宜食家等餐厅。2009年，风味和鑫禧被拆除以作他用。2017年，原教工餐厅改为学苑风味餐厅，新增一家饭店眉州小馆。2023年1月，麦当劳入驻西土城校区，8月，瑞幸咖啡、泸溪河桃酥入驻西土城校区。

#### 文化景观[39]
- 主席像：毛主席雕像坐落于教三和教四中间的花园中，建于1967年
- 校训石：校训石放置于教学楼的交通中心处、主席像前，与西门相对，所用石材是从泰山精心选取的泰山石，上面刻印北邮的校训“厚德博学、敬业乐群”
- 摩斯电码路：西门到校训石之间步行道将北邮校训以摩斯码的形式铺陈开来，体现了北邮的通信特色，是北邮的特色名片
- 李白烈士雕像：李白烈士雕像位于科学会堂南侧的小花园内，1995年9月由上海市邮电管理局建赠。雕塑基座有邓颖超同志的题词，并有李白烈士生平简介。李白烈士是电影《永不消逝的电波》中所写的原型
- 叶培大先生铜像：位于教一楼南侧草坪，落成于2015年10月，铜像的落成激励着全体北邮人以先生为榜样，为科学事业，为祖国教育事业，为国家发展而奋斗。先生的精神和品质犹如一道飞速之光，时刻引领和激励着后学疾驰前行
- 蔡长年先生铜像：位于教三楼北侧草坪，落成于2015年9月，铜像的落成既表达了对蔡先生的崇高敬意和深切怀念，更是一种精神感召，激励着全体师生员工为北邮更加美好的未来而努力奋斗
- 周炯槃先生铜像：位于教二楼北侧草坪，落成于2015年9月，铜像的落成既是缅怀学术大师的丰功伟绩，也激励着一代又一代北邮人永远传承和学习先生的教育思想、崇高品德和治学风范，从中汲取学校持续发展的精神力量
- 牛顿铜像：位于学生活动中心和学生发展中心前的草坪中心处，2017年6月由伦敦玛丽女王大学向北京邮电大学建赠，铜像采用“行走式”的动感风格，表达了与时俱进的科学品格
- 七根长柱雕塑：图书馆正门前广场处屹立着一组不锈钢雕塑，七根长柱代表OSI七层协议，此雕塑用片状和棍棒型的不锈钢来表现
- 大龙邮票：在主广场花园路上铺装着由大理石雕刻的大龙邮票，这是清朝时发行的邮票，也是我国历史上第一枚由国家正式发行的邮票
- 卓越柱：建于2005年7月北邮50周年校庆前，五根柱子由低到高排列，象征着北邮50年的发展历程节节高升、日益辉煌。每根柱子由一块整石雕刻而成，每根柱子上雕刻着不同形态的校徽，用丰富多彩的艺术强化了学校的标志
- 奉献走廊：与主席像南侧的卓越柱遥相辉映，完美诠释了“崇尚奉献、追求卓越”的北邮精神
- 时光广场：由广场平台、水系和钟塔组成。喷水池的池边用大理石砌成12个石碓，石碓上分别刻有子、丑、寅、卯、辰、巳、午、未、申、酉、戌、亥，代表十二地支。钟塔为三角形设计，悬挂三面钟表，与此广场之名“时光”相切合。此钟塔位于图书馆、宿舍区与教学区的交会处，时时刻刻提醒着师生们珍惜时光
- “邮”与“电”：邮”字位于时光广场景区花架下，曲水流觞的走向形成一个篆体的北邮的“邮”字；松石园景区由泰山石、小水系和网格形状的小广场三部分组成，小水系的建造以北京邮电大学的 “电”字为原型，和时光广场的篆体“邮”字遥相呼应，把“邮电”二字准确而艺术地融入校园景观之中

### 小西天校区
小西天校区位于北京市西城区新街口外大街28号，为北京电信学院（后并入北邮）校址、亦为北京邮电学院成立初期校址，1956年北京邮电学院迁入现址（西土城校区），此后小西天校区承担了一部分家属区的职能，也曾在此开设函授学院，现为北邮网络教育学院驻地，并建有普天德胜、中国信通院等单位的办公场所。小西天校区部分家属楼于2017年5月进行旧改，规划建设住宅楼四栋和公建一栋，总高18层到21层，预计2021年完工。

### 沙河校区

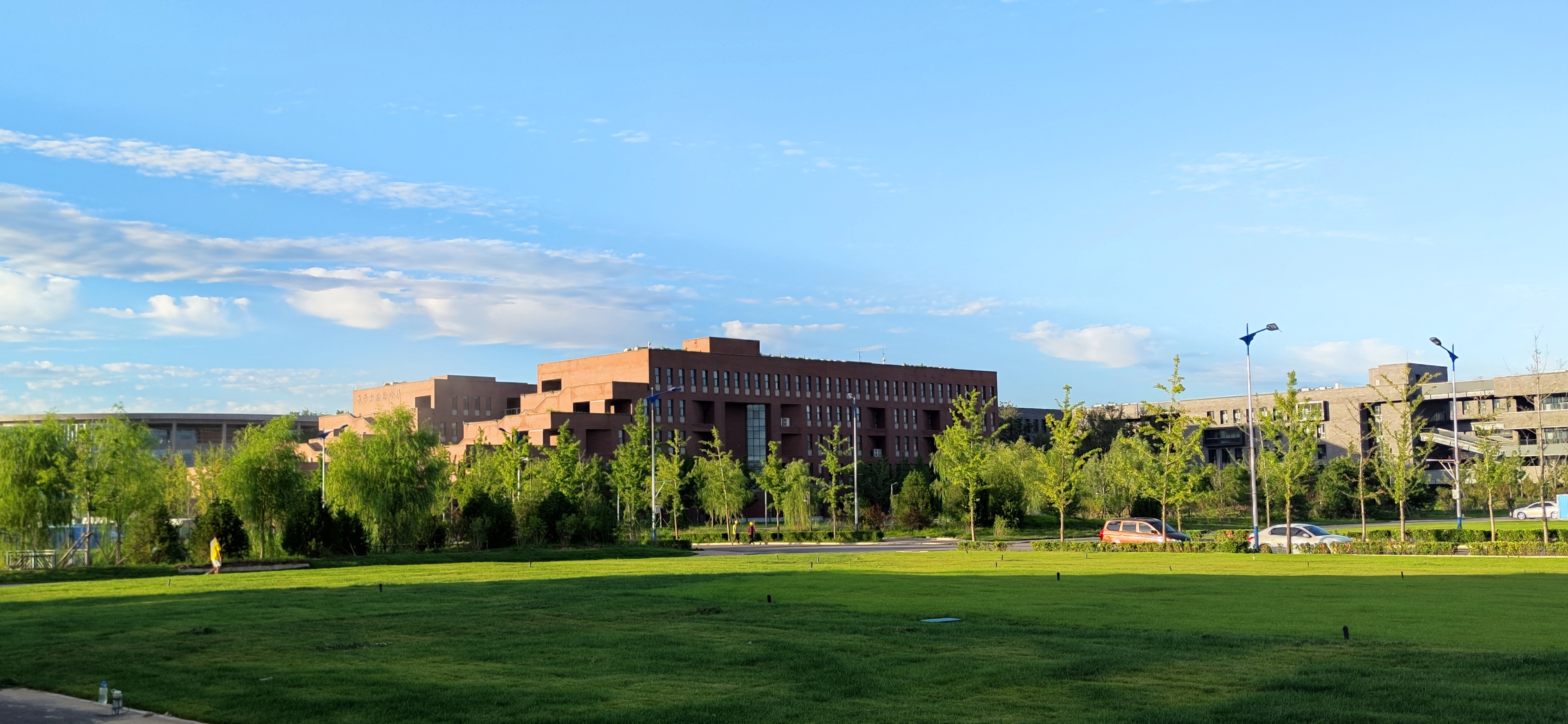
沙河校区核心区（2023年）

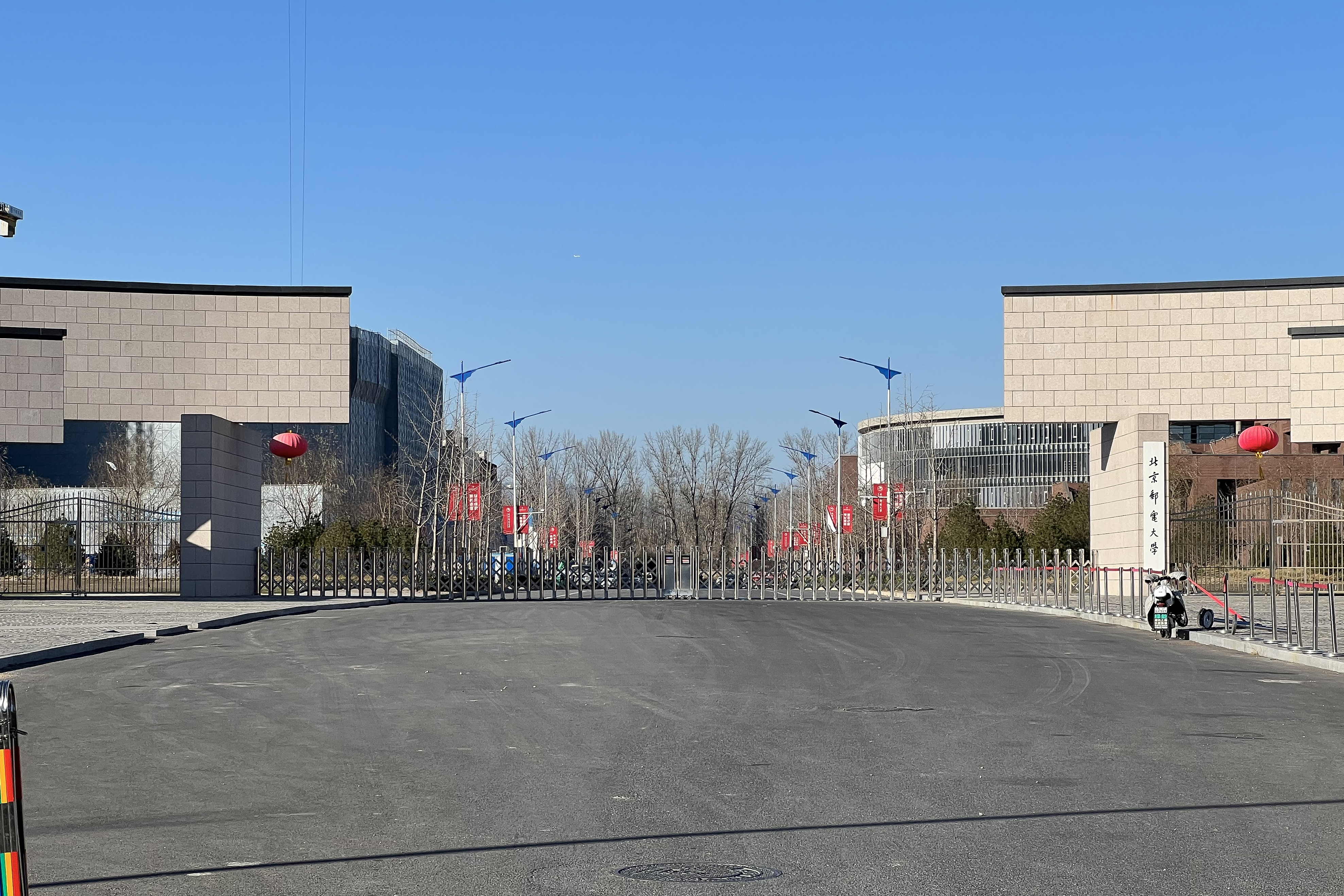
沙河校区南大门（2023年）

沙河校区位于北京市昌平沙河高教园区，总用地约1348亩，总建筑面积约70万平方米，分两期建设实施，可容纳学生16000名。其中一期征地858.55亩，建设规划40万平方米；二期征地489.77亩，建设规模约30万平方米。目前已经建成学生宿舍、食堂、学生活动中心综合楼、教学实验综合楼、图书馆。校区供电、供水配套设施、太阳能热水器、校园网络、监控设备已配置完善；超市、邮局、银行、健身房及各项配套基础服务设施已配备齐全。

#### 教学实验楼

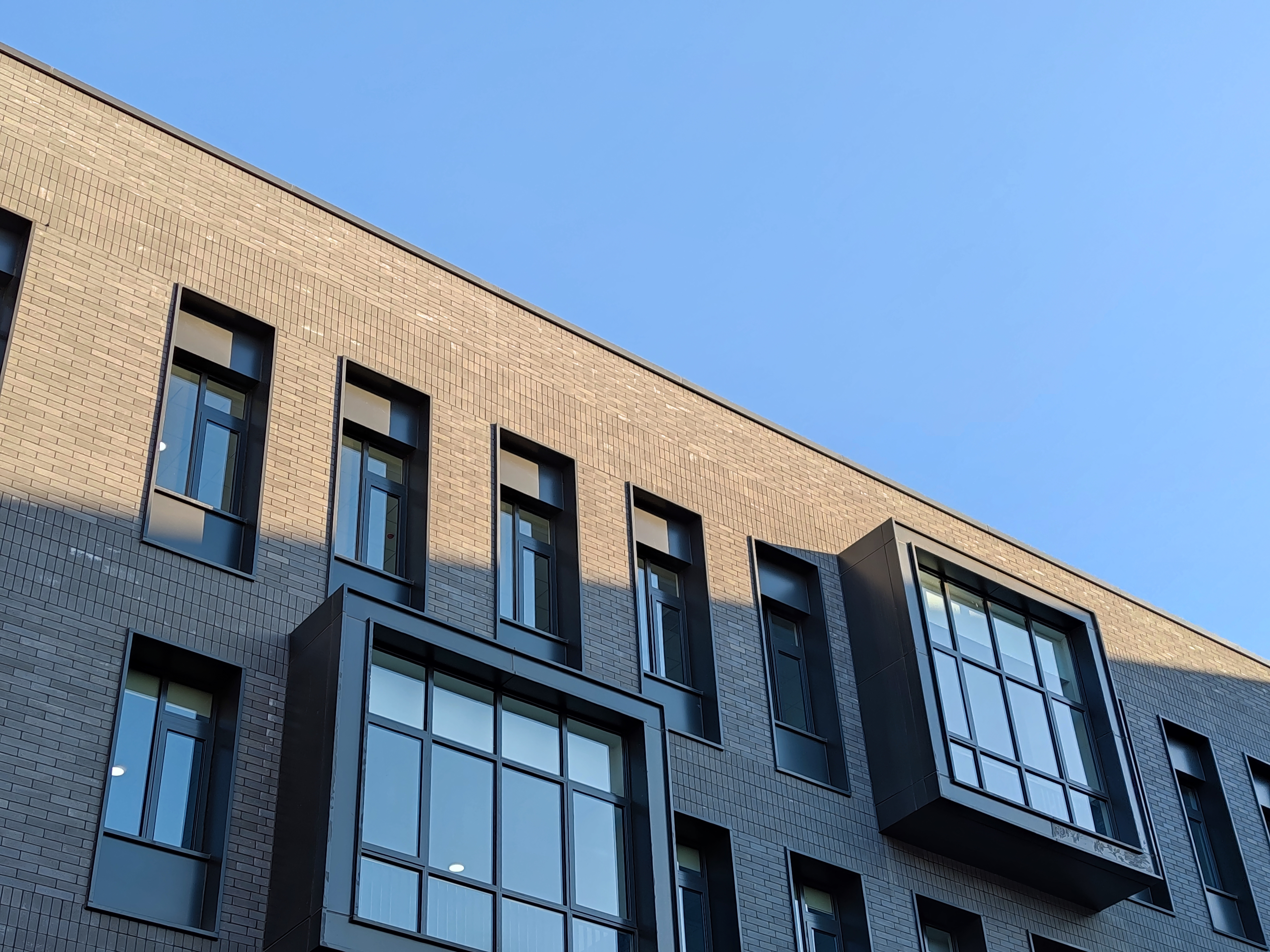
沙河校区新教学楼（2021年）

目前有教学实验综合楼N、S两栋、教室楼S1、实验楼S2、S3。其中教学实验综合楼设有学术报告厅，建有语言教学国家级实验教学中心，地下设有学生体育活动中心。S1教学楼拥有学科特色型、互动研讨型、通用型共39间学科特色型智慧教室，S3为工程实训楼，建有电子信息国家级实验教学示范中心、电子信息国家级虚拟仿真实验教学中心、通信与网络虚拟仿真国家级实验教学中心。

#### 宿舍楼

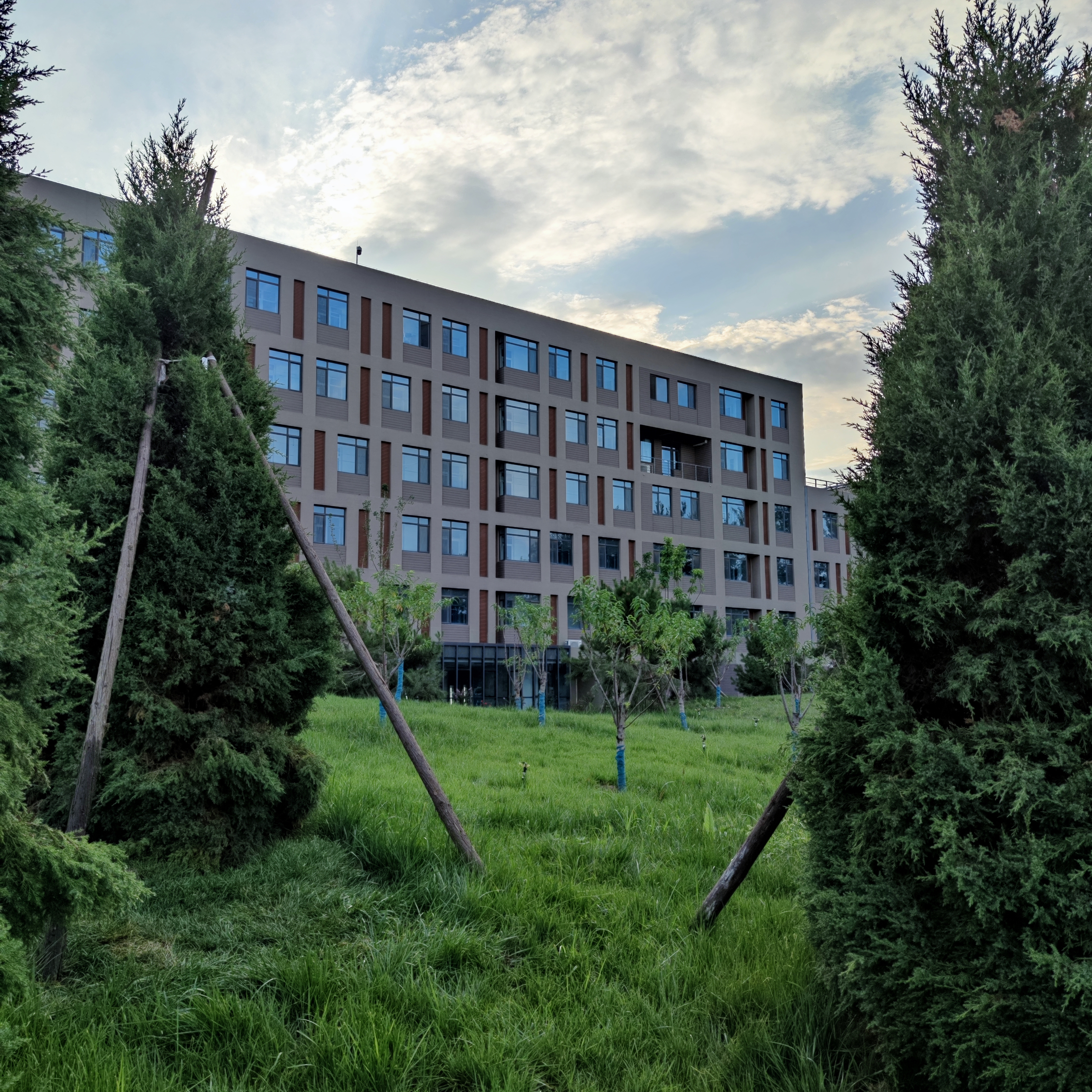
沙河校区雁南园宿舍（2021年）

雁北园：有A、B、C、D1、D2、E区，并开设生活服务区与洗衣房。
雁南园：有S1、S2、S3、S4、S5、S6区，其中S1为信息服务中心，S3负一层也开设了洗衣房。
研究生宿舍（计划）：位于沙河校区西南角、雁南园西侧，计划建设六幢高约九层的研究生宿舍。

#### 图书馆

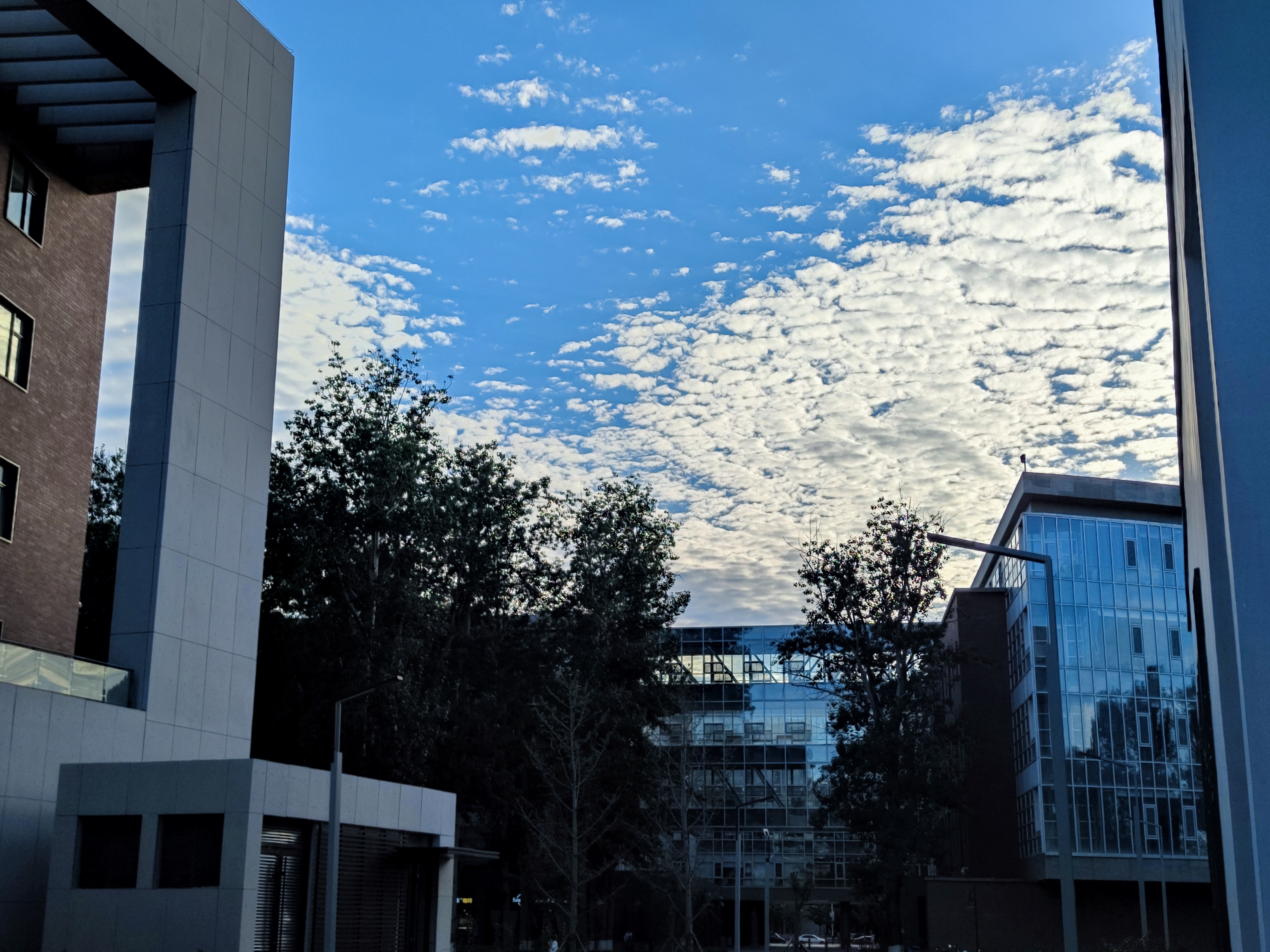
沙河校区图书馆（远处）（2022年）

沙河校区图书馆建筑总面积3.67万平方米，是一座气势恢宏的现代化大学图书馆。图书馆整体建筑上圆下方、方圆相嵌，共有五层，一层为自习区，二层为自然科学文献借阅区，三层为社会科学文献借阅区，四层为样本图书阅览区，五层为文化创意创新展示区，共有馆藏图书62万册、座位2550个。

#### 体育馆（计划）
拟于沙河校区二期用地建设体育馆，总计建筑面积4.5万平方米。

#### 食堂

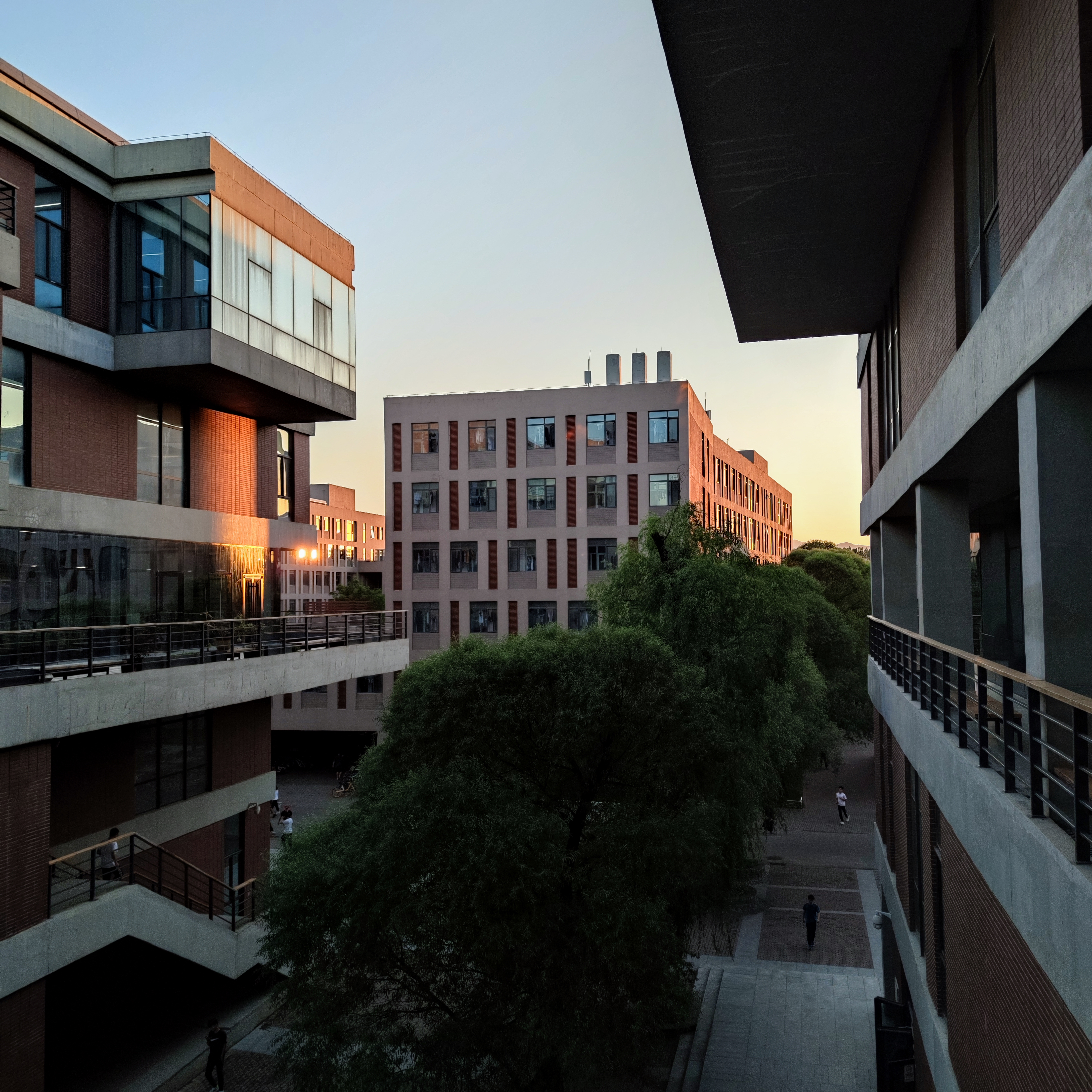
沙河校区食堂与雁北园宿舍（2021年）

分为风味食堂、教工食堂和学生食堂。风味食堂和教工食堂各五层，位于雁北园东侧，其中教工食堂入驻了喜茶等饮食品牌。学生食堂为三层，位于沙河校区南侧，于2022年建成并投入使用。

#### 学生活动中心与综合办公楼
学生活动中心与综合办公楼、风味食堂、教工食堂共同构成了一个由连廊互通的综合楼群，四栋楼中间为二维码广场。
学生活动中心外围设有超市、邮局、银行、运营商营业点与学生事务综合服务大厅，内部设置了室内羽毛球场、琴房、舞蹈室、合唱室以及多个中等大小的报告厅，地下建有健身房。
综合办公楼满足了部分校级职能单位的办公需求，并设有两间大型教室。

#### 学院楼
2021年9月，人文学院与马克思主义学院两个学院整建制迁入沙河校区，人文学院楼、马克思主义学院楼与教室楼S1、实验楼S2和S3共同构成了一个大型楼群。2022年9月，网络空间安全学院楼、现代邮政学院（自动化学院）楼、数字媒体与设计艺术学院楼、理学院楼竣工交付使用，其中，网安楼与现代邮政楼由空中连廊相连。另外，据学校计划，近期新项目包括北区科研楼与计算机学院楼。

#### 文化景观[39]
- 甲子钟：坐落于沙河校区国脉西路与鸿雁路交汇处。雕塑由六块基石相托构成，以发散的光线构型自下而上依次升起，代表六十甲子的六段时光，记录北邮六十年蓬勃发展的历程、硕果累累的成就以及互联网时代的光明前途
- 二维码大门：即沙河校区西门，由许多镂空的立体二维码构成，体现了信息黄埔的特色，扫码识别西门正面角度不镂空的二维码，可以跳转至北京邮电大学官方网站
- 石碑：位于图书馆西侧，上刻有周恩来总理题写的“传邮万里 国脉所系”

### 宏福校区

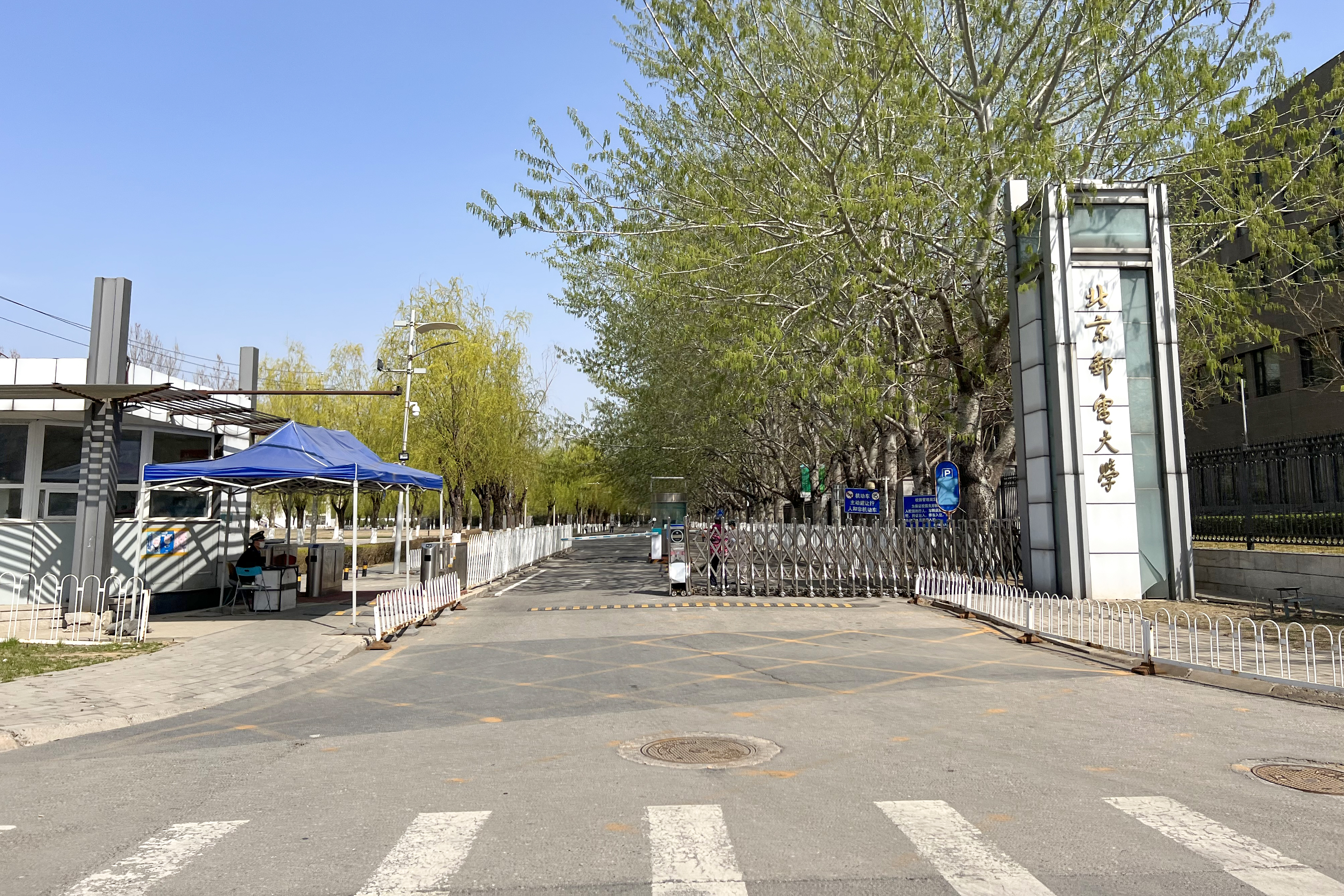
宏福校区大门（2022年）

宏福校区位于昌平区北七家镇，是由软件学院与宏福集团投资的新校区。原来只有软件学院、国际学院和民族学院的学生在这里学习，2006年9月，本科一年级新生全部入住宏福校区。2009年7月，全日制工程硕士也全部入住宏福校区。该校区现有寝室楼6幢，食堂2幢，教学楼2幢，400米标准田径场1个。2017年秋季，除软件学院、国际学院和民族学院外，其它学生搬至沙河校区。2018年初，国际学院与软件学院所有学生搬离宏福校区。北邮曾经设有昌平校区，位于昌平区邓庄，作为大一新生的周转校区，2002级~2005级新生都曾入住。2006年7月，昌平校区停止使用，后成为北京交通职业技术学院校区。

### 海南校区
海南校区位于海南省陵水黎族自治县黎安国际教育创新试验区，2022年正式成立。初步设为玛丽女王海南学院办学地点。

### 延庆世纪学院校区
除以上校区外，北邮还有延庆世纪学院校区，占地面积500余亩，为独立学院北京邮电大学世纪学院办学地点，有校区通勤巴士可以往返西土城校区。

### 京外机构
北邮在江苏无锡、广东深圳和四川成都分别设有研究院，并将与雄安新区共建雄安空天信息研究院。
无锡北邮感知技术产业研究院肇始于2009年9月学校批准成立的二级单位“感知技术与产业研究院”，2010年2月无锡研究院正式启动，现位于无锡市新吴区学院东路。作为北京邮电大学在长三角地区进行创新资源输出与集聚的桥梁与纽带，研究院承担着公共服务、技术创新、人才培养、成果转化四大职能。
北京邮电大学深圳研究院成立于2000年，位于深圳高新区虚拟大学园内。2017年，深圳北邮科技大厦开工建设，由北京邮电大学全资建设，位于深圳市南山区高新南环路，建筑面积约43000平方米，建成后将作为北京邮电大学在粤港澳大湾区的产学研基地，整合政、校、企、协会各方资源，构建融科技创新、人才培养和成果转化于一体的创新生态链。
雄安空天信息研究院共建签约仪式于2024年1月9日在河北雄安新区举行，研究院将重点聚焦服务雄安新区高质量发展重大需求，以深化教育、科技、人才一体发展为导向，以打造政产学研深度融合创新平台为目标，着力构建面向空天信息领域的高层次人才培养基地、高水平科技创新高地和高质量成果转化平台，加快赋能原创性、引领性科技攻关，为推动人才链、教育链、产业链、创新链有机衔接，更好服务国家高水平科技自立自强和区域经济社会发展作出积极贡献。
北邮未来通信研究院（成都）于2025年4月11日完成签约仪式，7月16日举办揭牌仪式。北邮、成都市、中国电信将在成都市锦江区共建北邮未来通信研究院（成都），推动更多教育科技人才力量在蓉聚集与转化，携手打造一流的创新集群、产业集群和应用生态集群。

## 特色活动

### 国脉大讲堂
“国脉大讲堂”作为北邮特色校园文化育人品牌活动，以厚植“传邮万里 国脉所系”的家国情怀、践行“网络强国 网信报国”的青春理想为目标引领，聚焦教育、文化、社会、科技等多个领域，将邀请校内外各行业内有影响力、有代表性、有正能量的名家大师走进校园、走近学生，讲述青春故事，激发使命担当，教育引导广大学生切实成长为有理想、敢担当、能吃苦、肯奋斗的新时代好青年。
| 讲数     | 主讲人                               | 主讲人                                             | 时间           | 主题                                                 |
| -------- | ------------------------------------ | -------------------------------------------------- | -------------- | ---------------------------------------------------- |
| 第一讲   | 康震                                 | 北京师范大学党委常委及副校长，知名文化学者         | 2023年3月23日  | 中华优秀传统文化主题讲座                             |
| 第二讲   | 邱文星                               | 外交部美大司副司长                                 | 2023年4月12日  | 百年变局与中美关系                                   |
| 第三讲   | 曲建武                               | 全国道德模范、时代楷模、最美奋斗者                 | 2023年5月29日  | 在青春赛道上跑出最好的成绩                           |
| 第四讲   | 张湘祥                               | 2008年北京奥运会火炬手、举重金牌得主               | 2023年7月10日  | 热血奋进强国志，运动铸魂展风采                       |
| 第五讲   | 钱七虎                               | 中国工程院首届院士、国家最高科学技术奖得主         | 2023年9月11日  | 立志成才，报效祖国                                   |
| 第六讲   | 高洪                                 | 中央美术学院党委书记                               | 2023年9月27日  | 弘扬新时代中华美育精神                               |
| 第六讲   | 于洋                                 | 中央美术学院科研处处长                             | 2023年9月27日  | 弘扬新时代中华美育精神                               |
| 第七讲   | 徐善衍                               | 原中国科协党组副书记及副主席、北邮有线系68届校友   | 2023年10月19日 | 在服务国家发展中实现行业与人生价值                   |
| 第八讲   | 魏大威                               | 中国工艺美术馆副馆长、原国家图书馆党委书记         | 2023年11月22日 | 让非遗馆在中国非物质文化遗产传承保护中发挥更大的作用 |
| 第九讲   | 刘妮                                 | 延安革命纪念馆党委书记、馆长，陕西省十三届政协委员 | 2023年12月7日  | 不朽的经典——80年前的青年如何为时代发声               |
| 第十一讲 | 马军胜                               | 原国家邮政局党组书记、局长                         | 2024年3月20日  | 牢记使命担当，增进人民福祉，发展邮政快递业新质生产力 |
| 第十二讲 | 中国人民解放军仪仗司礼大队国旗护卫队 | 中国人民解放军仪仗司礼大队国旗护卫队               | 2024年4月24日  | 升好祖国第一旗，凝聚亿万爱国心                       |

### 卓越领导力实验班
北京邮电大学卓越领导力实验班自2022年秋季开始举办，每年一期，全校所有专业学生均可自愿报名加入。该实验班旨在依托北京邮电大学的互联网领域资源，贯彻课程、实践、报告三位一体，IT领域与经管理论结合、课堂学习与社会实践并举，培养复合型、创新型人才。

## 国内交流合作

### 京港大学联盟
2023年11月28日，京港大学联盟理事会暨主题论坛在香港举办，教育部港澳台办副主任舒刚波、中央政府驻港联络办教育科技部副部长吴程、北京市教委主任李奕、香港教育局副秘书长李忠善，以及来自京港两地的21所高校70余名代表参加会议。北京邮电大学应邀组团赴香港出席会议，并正式加入京港大学联盟，联盟实现首次扩员。北京邮电大学党委常委、副校长苏森在主题论坛环节作题为《以产教融合推动信息通信领域拔尖创新人才培养》的专题报告。联盟成员高校包括：
| 北京地区       | 北京地区           | 北京地区         | 香港地区     | 香港地区     |
| -------------- | ------------------ | ---------------- | ------------ | ------------ |
| 清华大学       | 北京大学           | 中国人民大学     | 香港大学     | 香港中文大学 |
| 中国科学院大学 | 北京邮电大学       | 北京航空航天大学 | 香港科技大学 | 香港城市大学 |
| 北京师范大学   | 北京理工大学       | 北京工业大学     | 香港理工大学 | 香港浸会大学 |
| 北京外国语大学 | 北京第二外国语学院 | 首都师范大学     | 香港教育大学 | 岭南大学     |
| 首都医科大学   | 首都经济贸易大学   |                  |              |              |

### “四邮四电”高校联盟
2023年7月14日，由北京邮电大学主办的首届电子信息特色高校发展大会在北京开幕，大会由北京邮电大学党委书记续梅主持，北京邮电大学校长徐坤作了“面向数字经济时代的ICT领域拔尖创新工程人才培养：实践与思考”主题报告。教育部党组书记、部长怀进鹏作视频致辞，教育部党组成员、副部长吴岩出席开幕式并致辞。在开幕式上致辞的还有：工业与信息化部总工程师赵志国，中国科学院与中国工程院双院士、北京邮电大学教授陈俊亮，中国移动通信集团有限公司党组副书记李丕征。参与本届大会的高校及企业有：
| 高校（联合发起单位） | 高校（联合发起单位）       | 企业                         |
| 校名                 | 主要出席领导               | 企业                         |
| -------------------- | -------------------------- | ---------------------------- |
| 北京邮电大学         | 党委书记续梅、校长徐坤     | 中国移动通信集团有限公司     |
| 南京邮电大学         | 党委书记刘陈、校长叶美兰   | 中国电信集团有限公司         |
| 重庆邮电大学         | 党委书记李林、校长高新波   | 中国联合网络通信集团有限公司 |
| 西安邮电大学         | 副校长卢光跃               | 中国电子科技集团有限公司     |
| 电子科技大学         | 党委书记王亚非、校长曾勇   | 中国卫星网络集团有限公司     |
| 西安电子科技大学     | 校长张新亮                 | 华为技术有限公司             |
| 杭州电子科技大学     | 党委书记王兴杰、校长朱泽飞 | 中兴通讯股份有限公司         |
| 桂林电子科技大学     | 党委书记唐平秋、校长徐华蕊 | 北方华创科技集团股份有限公司 |

会上，八校还共同发布了“首届电子信息特色高校发展大会北京宣言”，在宣言的基础上，八校初步达成了外语学科发展联盟的共识，将持续推动外语教学与科研的创新与合作。此外，在“四邮四电”合作框架下，建立“八校教务处处长联席会”机制，每年召开研讨交流会，围绕专业建设、课程建设、教材建设、实践建设、教学团队建设等多个方面展开讨论。
2023年8月22日至27日，首届电子信息特色高校处级干部提高政治能力专题培训班在中共中央党校（国家行政学院）举行，来自“四邮四电”八所高校的130余名处级干部参加本次培训，北京邮电大学党委书记续梅出席结业式并讲话。
2023年10月14日至15日，由北京邮电大学牵头承办的2023年全国高校电子信息类专业虚拟教研论坛以及首届“数字人文与智能应用”学科交叉发展论坛在北邮举办，包括“四邮四电”在内的多所电子信息类高校专家、教授出席。

### 北京沙河高教园区高校联盟
2021年7月10日，北京沙河高教园区高校联盟成立大会暨第一届理事会在北京航空航天大学沙河校区召开。北京市委常委、教育工委书记夏林茂，市委教育工委副书记、市教委主任刘宇辉，市委教育工委副书记李军锋，市委教育工委委员、市教委副主任柳长安，昌平区委书记于长辉，昌平区委副书记、区长甘靖中，昌平区委常委、宣传部长解江凌，昌平区委常委、副区长杨仁全，联盟理事会主席、北京航空航天大学党委书记曹淑敏，北京师范大学校长董奇，北京邮电大学校长乔建永，中国矿业大学（北京）校长葛世荣，外交学院院长徐坚，北京信息科技大学校长王永生，中央财经大学副校长孙国辉，北京市委、市委教育工委、市教委、昌平区有关部门负责人，联盟各高校分管校领导和相关部门负责人等80余人出席大会。联盟成员高校包括：
| 高校                 | 主要出席领导   | 牵头工作组织             |
| -------------------- | -------------- | ------------------------ |
| 北京航空航天大学     | 党委书记曹淑敏 | 教学工作委员会           |
| 北京邮电大学         | 校长乔建永     | 科研工作委员会           |
| 北京师范大学         | 校长董奇       | 空间共享工作委员会       |
| 中央财经大学         | 副校长孙国辉   | 大学生创新创业工作委员会 |
| 中国矿业大学（北京） | 校长葛世荣     | 学生活动工作委员会       |
| 外交学院             | 院长徐坚       | 国际型人才培养工作委员会 |
| 北京信息科技大学     | 校长王永生     |                          |

### 全国行业特色型大学马克思主义学院联盟
2017年，北京邮电大学发起创办了首届“全国行业特色型大学马克思主义学院发展与学科建设研讨会”，并于2018年继续主办了第二届研讨会，此次研讨会上成立了全国行业特色型大学马克思主义学院联盟。2019年，哈尔滨工程大学主办第三届研讨会。2020年，湖南工业大学主办第四届研讨会。2021年，北京邮电大学主办第五届研讨会。2022年，北京邮电大学主办第六届研讨会。2023年，中国石油大学（华东）主办第七届研讨会。
| 全国行业特色型大学马克思主义学院联盟成员名单 | 全国行业特色型大学马克思主义学院联盟成员名单 | 全国行业特色型大学马克思主义学院联盟成员名单 | 全国行业特色型大学马克思主义学院联盟成员名单 | 全国行业特色型大学马克思主义学院联盟成员名单 | 全国行业特色型大学马克思主义学院联盟成员名单 |
| -------------------------------------------- | -------------------------------------------- | -------------------------------------------- | -------------------------------------------- | -------------------------------------------- | -------------------------------------------- |
| 北京邮电大学                                 | 北京交通大学                                 | 北京科技大学                                 | 北京外国语大学                               | 北京工业大学                                 |                                              |
| 北京化工大学                                 | 北京林业大学                                 | 北京体育大学                                 | 北京中医药大学                               | 北京服装学院                                 |                                              |
| 北京工业职业技术学院                         | 中央财经大学                                 | 中国农业大学                                 | 中国政法大学                                 | 中国矿业大学（北京）                         |                                              |
| 中国石油大学（北京）                         | 中国石油大学（华东）                         | 中国劳动关系学院                             | 华北电力大学                                 | 河北工程大学                                 |                                              |
| 南京邮电大学                                 | 重庆邮电大学                                 | 电子科技大学                                 | 桂林电子科技大学                             | 哈尔滨工程大学                               |                                              |
| 东北林业大学                                 | 华东师范大学                                 | 江苏科技大学                                 | 湖南工业大学                                 |                                              |                                              |

### 北京高科大学联盟
2011年10月19日，北京高科大学联盟成立大会在北京钓鱼台国宾馆隆重举行。教育部副部长杜玉波，科技部副部长陈小娅，国家自然科学基金委员会副主任孙家广，国务院国有重点大型企业监事会主席解思忠，原中国工程院常务副院长、中国工程院院士朱高峰，北京市教委主任姜沛民以及教育部、工业和信息化部、铁道部等相关部委代表出席了大会。
联盟大会上，在全球享有盛名的巴黎高科技工程师学校集团（简称“巴黎高科”）为北京高科大学联盟的成立发来贺信。双方并签订了战略合作备忘录。
北京邮电大学党委书记王亚杰任北京高科大学联盟首任理事长。
| 联盟校               | 加入联盟年份 |
| -------------------- | ------------ |
| 北京邮电大学         | 2011年       |
| 北京交通大学         | 2011年       |
| 北京科技大学         | 2011年       |
| 北京化工大学         | 2011年       |
| 北京林业大学         | 2011年       |
| 中国地质大学（北京） | 2011年       |
| 中国矿业大学（北京） | 2011年       |
| 中国石油大学（北京） | 2011年       |
| 华北电力大学         | 2011年       |
| 西安电子科技大学     | 2011年       |
| 哈尔滨工程大学       | 2011年       |
| 燕山大学             | 2015年       |

### 校际合作
2024年7月7日，北京邮电大学与中国国家版本馆签署战略合作框架协议。北京邮电大学党委书记续梅、校长徐坤，中国国家版本馆党委书记、馆长刘成勇出席签约仪式并讲话。双方将充分发挥资源和技术优势，不断释放人工智能在文化领域应用潜力，联合开展文化数字化科研合作平台建设，加强文化数字化领域关键核心技术攻关。
2024年1月11日，北京邮电大学与对外经济贸易大学签署战略合作协议。北京邮电大学党委书记续梅、校长徐坤，对外经济贸易大学党委书记黄宝印、校长赵忠秀出席签约仪式。两校将围绕信息科技与财经相关领域深化合作、推动联合学士学位培养项目、开展跨校跨学科研究，探索新工科与新文科建设范式，共同建立信息科技与财经融合的高质量发展路径，不断提升服务国家的战略能力。
2023年12月29日，北京邮电大学与中国气象局战略合作协议签署仪式在中国气象局举行。中国气象局党组书记、局长陈振林，北京邮电大学党委书记续梅、校长徐坤出席签约仪式。双方立足于服务国家重大战略需求，聚创新之能，联合开展关键核心技术攻关；聚合作之势，联合开展气象科技创新平台建设；聚协同之力，联合打造“人才培养新范式”，为加快建设气象强国、推进中国式现代化建设贡献力量。
2023年10月24日，北京邮电大学与中央戏剧学院战略合作签约仪式在北京邮电大学举行。北京邮电大学党委书记续梅、校长徐坤，中央戏剧学院党委书记徐永胜、院长郝戎出席签约仪式。双方正式结为战略合作伙伴关系，开展全方位、多角度、深层次的合作，持续加强科技艺术领域的人才共育、课程共谋、团队共建和资源共享。
2022年3月31日，北京邮电大学与北京电影学院战略合作签约仪式在北京邮电大学举行。北京邮电大学党委书记吴建伟、校长徐坤，北京电影学院党委书记钱军出席签约仪式。双方围绕人才培养、科学研究、服务社会、文化传承与创新等内容进行了座谈交流。两校的硕士生联合培养项目将于2023年9月正式启动、本科生联合培养项目已于2023年高考完成招生工作。
2022年1月6日，北京邮电大学与中国政法大学战略合作协议签约仪式在中国政法大学举行。北京邮电大学党委书记吴建伟、校长乔建永，中国政法大学党委书记胡明、校长马怀德出席签约仪式。
2021年12月28日，由北京邮电大学与中国科学院科技战略咨询研究院联合主办的数字战略联合研究中心（智库）成立仪式在北邮举行。北京邮电大学校长乔建永、中国科学院科技战略咨询研究院院长潘教峰、中国人民解放军军事科学院尹浩院士、北京邮电大学张平院士、中国通信标准化协会秘书长闻库、中国工业互联网研究院院长鲁春丛、中国通信学会秘书长张延川、中国电子学会党委书记张宏图、大唐集团副总裁陈山枝以及来自国务院发展研究中心、人民日报、北京市、中央财经大学、北京工业大学的专家学者参加此次签约仪式。
2021年4月26日，北京邮电大学-深圳大学系统科学联合研究中心签约仪式在北京邮电大学举行。北京邮电大学校长乔建永，深圳大学党委书记、校长李清泉等出席，两校签署了《北京邮电大学-深圳大学系统科学联合研究中心框架协议》。
2021年1月18日，北京邮电大学、中国科学院空天信息创新研究院、北京东方通科技股份有限公司合作签约仪式在京举行。北京邮电大学校长乔建永、空天院院长吴一戎院士、东方通公司董事长黄永军等出席成立大会。北邮空天信息科技联合创新中心致力于开展空天信息科学与技术领域创新人才联合培养、科研联合攻关，构建创新型产业生态，服务国家空天信息产业发展。2023年10月14日，以北邮国家卓越工程师学院与人工智能学院为依托的空天信息科技创新人才实验班举行开班仪式，空天院、东方通相关领导专家出席开班仪式并致辞。

### 校企合作
2024年11月21日，北京邮电大学党委书记续梅、校长徐坤带队赴中国铁塔调研交流，与中国铁塔党委书记、董事长张志勇等会谈。22日，双方代表在中国铁塔科协成立大会上签署了战略合作协议，双方将在人才培养、科技创新、成果转化等方面展开合作。
2024年9月3日，北京邮电大学与中国移动通信集团合作签约仪式在北京邮电大学举行。中国移动党组书记、董事长杨杰，北京邮电大学党委书记续梅、校长徐坤等出席签约仪式。双方将共建联合研究院，在人才培养、技术研发、教育数字化等领域进行深入合作。
2024年7月17日，北京邮电大学与中国信息通信研究院签署《工业互联网业务合作协议》《网络安全业务合作协议》以及《数据要素业务合作协议》。北邮党委书记续梅、校长徐坤，中国信通院党委书记李冠宇、院长余晓晖等相关单位负责人参加活动。
2024年2月1日，北京邮电大学党委书记续梅、校长徐坤带队赴中国联通调研交流，中国联通党组书记、董事长陈忠岳会见并出席座谈会。在前期合作的基础上，双方将以有组织的合作机制，在卓越人才联合培养、产学研用协同创新、教育数字化等领域开展深度合作。
2024年1月23日，北京邮电大学党委书记续梅、校长徐坤带队赴中国移动调研交流，并与中国移动党组书记、董事长杨杰举行工作座谈。在前期深度合作的基础上，双方将在人才培养、科创联合体、信息技术应用等领域进一步深化合作，努力为推进拔尖创新人才培养、助力产业转型升级、服务高水平科技自立自强贡献力量。
2021年10月9日，北京邮电大学与中国电科举行战略合作协议签约仪式。北京邮电大学校长乔建永、中国电科董事长陈肇雄以及双方相关负责人出席了签约仪式。
2021年4月29日，北京邮电大学与华为正式签署共建信息光子学与光通信实验室暨下一代全光业务网合作框架协议，标志着双方合作在已取得丰硕成果的基础上，迈上一个新台阶，未来双方将共同开展相关光技术研究，促进光领域的进一步繁荣。北京邮电大学校长乔建永、华为光产品线总裁靳玉志、华为北京研究所所长常胜出席签约仪式并致辞。
2020年11月3日，北京邮电大学与紫光集团举行战略合作签约仪式。北京邮电大学校长乔建永、紫光集团董事长赵伟国、紫光国微董事长马道杰、新华三集团副总裁李子威以及双方相关部门负责人出席了签约仪式。
2020年10月17日，北京邮电大学与中国邮政集团有限公司战略合作协议签约仪式在西土城校区举行。北京邮电大学党委书记吴建伟、校长乔建永，中国邮政集团有限公司党组书记、董事长刘爱力等出席签约仪式。
2020年5月17日，“北邮-华为学院”正式揭牌成立，国家自然科学基金委信息学部综合处处长潘庆、北京邮电大学党委书记吴建伟、校长乔建永、网络与交换技术国家重点实验室主任张平院士、华为网络产品与解决方案人力资源总裁王义翔、华为北京研究所所长常胜等领导和嘉宾出席仪式，华为公司董事、战略研究院院长徐文伟线上出席仪式并致辞。
2019年5月30日，北京邮电大学与华为技术有限公司签署战略合作协议。北京邮电大学党委书记吴建伟、华为EBG中国区总裁蔡英华等出席仪式。双方将通力合作、共同策划、共同开发，促进新一代信息通信技术与人才培养、科学研究、文化传承与创新、社会服务等方面的深度融合和创新应用。
2018年1月9日，航天科工四院指挥自动化中心书记陈少彪率领一行十人莅临我校，正式与我校签署科研战略合作协议，北京邮电大学副校长王文博教授、信息与通信工程学院副院长苏菲教授、泛网无线通信教育部重点实验室主任冯志勇教授及相关人员出席了活动。
2017年6月12日，校长乔建永率团访问中国电科54所，54所所长涂天杰、党委书记原普、首席科学家吴巍等参加会见，双方共同签署了《北京邮电大学-中国电子科技集团第五十四研究所进一步深化合作备忘录》，双方将在国家项目、集团项目以及54所项目上广泛开展合作。

### 校地合作
2025年4月10日，北京邮电大学与成都市举办共建北邮未来通信研究院（成都）签约仪式，北京邮电大学校长徐坤，四川省委常委、成都市委书记曹立军等出席。研究院将在新一代互联网、人工智能等方向开展联合人才培养和核心技术攻关，建成产教融合、概念验证、科研演示等创新平台，共同促进更多创新成果在蓉落地转化。
2024年10月16日，北京邮电大学与湖南省人民政府签署战略合作协议。北京邮电大学党委书记续梅、校长徐坤，湖南省委常委及省委宣传部长杨浩东、副省长王俊寿等出席签约仪式。双方将共同探索文化和科技融合的有效机制，加快形成一批标志性成果，为文化产业提质增效提供新动能，推动实现文化和科技融合高质量发展。
2024年1月9日，北京邮电大学与雄安新区、河北交投举行雄安空天信息研究院共建签约仪式。北京邮电大学党委书记续梅、校长徐坤，河北省委常委、雄安新区党工委书记、管委会主任张国华，河北交投集团党委书记、董事长王国清出席签约仪式。雄安空天信息研究院将重点聚焦服务雄安新区高质量发展重大需求，加快赋能原创性、引领性科技攻关，为推动人才链、教育链、产业链、创新链有机衔接，更好服务国家高水平科技自立自强和区域经济社会发展作出积极贡献。
2023年8月29日，北京邮电大学与井冈山经济技术开发区管委会举行共建北邮—井冈山经开区未来信息网络联合实验室签约仪式。吉安市委常委、副市长、经开区党工委书记漆海云，北京邮电大学副校长张建华等出席签约仪式。井冈山经开区为国家级经济技术开发区。
2021年12月15日，北京邮电大学与海南省教育厅正式签署合作协议，并就学校与海南省战略合作事项交换了意见建议，海南省教育厅副厅长邢孔政、北京邮电大学校长乔建永等出席签约仪式，双方将在海南自贸港人才培养、智力支撑、学术研究、成果转化、社会服务、国际合作与交流等方面开展全面深度合作。
2019年7月21日，北京邮电大学与贵阳市政府全面战略合作协议签约仪式在贵阳市举行。校长乔建永、贵阳市常务副市长徐昊等出席了签约仪式。双方将依托我校创新研究院等平台，合作共建北京邮电大学网络空间安全研究院（贵阳），建设科研成果孵化和产业化基地。
2019年3月11日，北京邮电大学与常州市举行合作协议签约仪式。校长乔建永、常州市委书记汪泉、市长丁纯等出席了签约仪式。双方将共建北京邮电大学（常州）新一代信息技术研究院。
2019年1月24日，北京邮电大学与济南市战略合作协议签约仪式在济南市龙奥大厦举行。校长乔建永、济南市市长孙述涛等出席了签约仪式。双方将合作共建“北京邮电大学（济南）工业互联网研究院”。
2019年1月10日，北京邮电大学与青岛海洋科学与技术国家实验室在山东省青岛市举行了战略合作签约仪式。副校长王文博代表北邮同青岛海洋科学与技术国家实验室、青岛蓝谷管理局共同签署战略合作协议。
2018年5月9日，北京邮电大学与泰安市人民政府举行校地合作协议签约仪式。校长乔建永，泰安市市长李希信等出席签约仪式。根据签约内容，双方将基于各自优势，共同推动信息安全领域的研发及科技成果转化，共同建设北京邮电大学泰山信息产业研究院。
2017年6月8日，北京邮电大学与青海省公安厅构建战略合作伙伴关系框架协议签字仪式在北京邮电大学举行，青海省公安厅副厅长李国如、政治部副主任郭华、网安总队总队长文森，北京邮电大学副校长郭军、校党委常委/研究生院常务副院长王文博、网络空间安全学院执行院长马华东等参加了签字仪式。双方主要围绕技术支持、送教上门、专项培训、专家互派、交流考察、院校与训练基地交流等6个方面开展合作。
2017年4月28日，北京邮电大学与许昌市政府、河南省863软件孵化器有限公司签订信息技术产业领域项目合作框架协议。校长乔建永、河南省科技厅副厅长夏培臣、河南省生产力促进中心主任、河南省863软件孵化器有限公司董事长常林朝、许昌市委书记武国定、市长胡五岳等出席签约仪式。2018年3月30日，网络与交换技术国家重点实验室（北邮）许昌基地揭牌暨新一代信息基础设施建设合作协议签字仪式在河南省许昌市城乡一体化示范区举行，标志着全国首个“5G泛在小镇”项目正式启动。

## 国际交流合作
2004年，经国家教育部批准，北京邮电大学与现伦敦玛丽女王大学合作开办了学士学位联合培养项目，首批开设电信工程及管理和电子商务及法律两个专业，2011年经国家教育部批准，新增物联网工程专业。三个专业由国际学院负责培养。
2005年10月16日，为了表彰北京邮电大学长期以来为增进中越友谊，培养越南留学生方面所做出的贡献，越南驻华大使陈文律先生代表越南政府，在校庆庆典仪式上，向北京邮电大学颁发了越南国家主席陈德良签发的“友谊勋章”。
2011年，北京邮电大学与斐济南太平洋大学合作建设孔子学院。截至2023年，南太孔院已设立斐济苏瓦本部与斐济劳托卡校区孔子课堂、瓦努阿图艾玛芦校区孔子课堂和库克群岛孔子课堂，在南太平洋地区形成了“三国四地”的办学格局。办学十余年来，北邮南太孔院共计开设各类中文课程700余班次、授课20000余课时、培养学生万余人次，在文化交流方面共计举办各类活动500余场，参加人数逾8万人次。2016年，南太孔院荣获全球“示范孔子学院”称号。2017年，库克群岛孔子课堂荣获 “年度优秀孔子课堂”称号。
2012年，北京邮电大学与法国里昂商学院合作的高级管理人员工商管理（物联网管理）硕士学位教育项目通过教育部审批。
2016年，爱尔兰都柏林城市大学外事与战略事务副校长特雷沃· 福尔摩斯（Trevor Holmes）一四人行访问我校，并共同签署了北京邮电大学与爱尔兰都柏林城市大学合作备忘录。
2018年，乔建永校长率团出访美国，与圣塔克拉拉大学校长迈克尔·恩格教授（Michael Engh）举行会谈，在科研发展、教师互访、学生交换与联合培养等多方面深入讨论，达成多项共识，并共同签署了两校合作协议。此外，代表团应邀访问硅谷创新企业创源公司，在深入探讨中美人文交流和校企合作模式及发展新机制等问题的基础上，双方共同签署了合作协议。
2018年，芬兰赫尔辛基大学校长朱克·科拉（Jukka Kola）来访北邮，乔建永校长代表北京邮电大学与芬兰赫尔辛基大学签署了合作备忘录，双方还就学生交换、暑期交流、多层次合作办学和国际联合实验室等项目进一步交换了意见。
2020年，由北京邮电大学与英国伦敦玛丽女王大学合作建设的英国伦敦玛丽女王大学孔子学院成立。
2021年，乔建永校长与爱尔兰都柏林城市大学校长戴尔·基奥（Daire Keogh）校长举行视频会见，双方就开展更高层次、更多领域的深度合作达成广泛共识，并签署了两项合作协议。
2021年，北京邮电大学与英国伦敦玛丽女王大学联合设立的非独立法人中外合作办学机构北京邮电大学玛丽女王学院获教育部正式批复。
2022年，北京邮电大学与英国伦敦玛丽女王大学联合办学的海南学院的设立得到教育部正式批复。
2024年，北京邮电大学入选由教育部国际司指导的“中阿高校10+10合作计划”，并作为信息通信领域中方牵头高校。

## 社会服务

### 筹建北京、平谷、福州分院
1978年底，为了满足广大青年求学的强烈要求，北京市委、市人民政府决定，挖掘地方财力、物力，自筹资金，充分利用和发挥北京地区高等院校、科研部门的潜力，建立大学分校、扩大招生规模。在此背景下，北京邮电学院于1978年11月创办了北京分院，先后输送五位同志负责分院的领导工作，并选派了多位教学骨干教师，为北京市办好分院做出了重要贡献。1985年3月，北京邮电学院、北京大学、清华大学、北京师范大学等36所大学分院（校）重新调整，组建了北京联合大学，原北邮分院改为北京联合大学电子工程学院。
1984年，根据北京市委相关决定，北京邮电学院筹建了平谷分院，1987年改为北京邮电学院大专部，1991年停办，先后培养了五届学生429人，分配在北京市各郊区县工作，为各区县培养了一批专业人才。
1985年，北京邮电学院与福建省邮电管理局联合创办了福州分院，设电信工程与邮电管理工程两个专业，2001年停办，先后培养毕业生近千人，为福建省邮电通信事业的发展培养了大批人才。

### 助力贵州长顺脱贫攻坚
2012年，北京邮电大学与贵州省黔南布依族苗族自治州长顺县正式建立定点帮扶关系，2020年，长顺县正式退出贫困县序列。学校成立了由校党委书记、校长任组长的定点帮扶工作领导小组，为长顺县引入华为、小米等行业头部企业资源，助力长顺县中等职业学校推进改革，帮扶模式获贵州省委主要领导批示肯定；学校发挥教育帮扶智志双扶作用，录取长顺籍学生14名，在当地设立专项奖学金、奖教金，累计资助师生千余人，组织开展基层干部、致富带头人、中小学教师培训，累计培训5000余人次；学校助力帮扶村制定《乡村振兴工作指导手册》，建强后备干部队伍；学校编制《长顺县信息化发展规划（2020-2025）》，建设长顺县“一站式”农业综合服务平台、长顺县电商运营中心、核子村“数字农业系统平台”和“智慧核子”基层治理系统；学校还先后选派百余位研究生前往长顺县支教或挂职锻炼。
2021年，全国脱贫攻坚总结表彰大会在北京人民大会堂隆重举行，计算机学院（国家示范性软件学院）获评“全国脱贫攻坚先进集体”。

### 服务基础教育
2016年，北京市海淀区今典小学更名为北京邮电大学附属小学。今典小学始建于1952年初，原名北京市海淀区打钟庙小学，1999年更名为今典小学，2003年合并明光村小学和文慧园小学。北邮附小现有今典、志强、文慧园三个校区。
2024年，北京邮电大学附属中学揭牌，该校原为始建于1973年的海淀区明光中学，2014年更名为北京交通大学附属中学分校。北邮附中现为北邮与交大附中教育集团共建。

## 热点事件

### 2015年底一硕士生自杀
2015年12月17日，北京邮电大学一硕士毕业生于工作签约前夜从宿舍楼跳楼自杀。

### 第10043号总统公告对北京邮电大学的影响
主条目：第10043号总统公告
2020年，美国总统唐纳德·特朗普于2020年5月29日签署10043号总统公告，旨在禁止与中国人民解放军有联系的中华人民共和国学生获得F签证或J签证。大部分持有北京邮电大学所颁发学位的学生受到影响而无法获得赴美留学的所需签证。

### 15名学生联合举报导师事件
2024年4月9日，北京邮电大学15名硕士研究生通过一份图文举报材料，实名举报该校某郑姓副教授在师德师风方面存在问题，获得广泛关注。
2024年4月10日，北京邮电大学发布情况通报，称已查实相关内容，并决定取消该教师研究生导师资格、停止其教学工作、岗位等级由副教授七级降为讲师十级，后续将依据相关条例进行党纪处分。新华社等媒体跟进报道。

## 备注
1. ↑  1985年邮电部任命叶培大为名誉院长并免去其院长职务，叶培大先生于2011年去世
2. ↑  1993年12月国家教委正式批准北京邮电学院更名为北京邮电大学，1994年3月并举办更名庆祝大会并由国家教委宣读更名通知